# Transfiguration of Hiram Brown
| Recensione                                                      | Giudizio |
| --------------------------------------------------------------- | -------- |
| AllMusic                                                        | [ 1 ]    |
| 4969 - Jazz, una discografia (dopo il bebop prima della fusion) |          |

Transfiguration of Hiram Brown è un album discografico di Mose Allison, pubblicato dalla casa discografica Columbia Records nel 1960.

## Tracce
Lato A
Transfiguration of Hiram Brown Suite
1. Barefoot-Dirt Road – 3:15 (Mose Allison) – Registrato il 21 dicembre 1959 a New York
2. City Home – 2:30 (Mose Allison) – Registrato il 21 dicembre 1959 a New York
3. Cuttin' Out – 1:39 (Mose Allison) – Registrato il 21 dicembre 1959 a New York
4. Gotham Day – 3:22 (Mose Allison) – Registrato il 21 dicembre 1959 a New York
5. Gotham Night – 4:27 (Mose Allison) – Registrato il 21 dicembre 1959 a New York
6. Echo – 1:00 (Mose Allison) – Registrato il 21 dicembre 1959 a New York
7. The River – 4:07 (Mose Allison) – Registrato il 21 dicembre 1959 a New York
8. Finale – 0:48 (Mose Allison) – Registrato il 21 dicembre 1959 a New York

Lato B
1. How Little We Know – 3:50 (Johnny Mercer, Hoagy Carmichael) – Registrato il 21 dicembre 1959 a New York
2. Baby, Please Don't Go – 2:31 (Big Joe Williams) – Registrato il 21 dicembre 1959 a New York
3. Make Yourself Comfortable – 4:12 (Bob Merrill) – Registrato il 21 dicembre 1959 a New York
4. 'Deed I Do – 1:55 (Walter Hirsch, Fred Rose) – Registrato il 23 dicembre 1959 a New York
5. Love for Sale – 5:04 (Cole Porter) – Registrato l'11 gennaio 1960 a New York

Edizione CD del 1994, pubblicato dalla Columbia/Legacy Records (CK 57879)
1. Barefoot - Dirt Road (Transfiguration of Hiram Brown Suite) – 3:17 (Mose Allison)
2. City Home (Transfiguration of Hiram Brown Suite) – 2:29 (Mose Allison)
3. Cuttin' Out (Transfiguration of Hiram Brown Suite) – 1:39 (Mose Allison)
4. Gotham Day (Transfiguration of Hiram Brown Suite) – 3:22 (Mose Allison)
5. Gotham Night (Transfiguration of Hiram Brown Suite) – 4:28 (Mose Allison)
6. Echo (Transfiguration of Hiram Brown Suite) – 1:00 (Mose Allison)
7. The River (Transfiguration of Hiram Brown Suite) – 4:08 (Mose Allison)
8. Finale (Transfiguration of Hiram Brown Suite) – 0:48 (Mose Allison)
9. How Little We Know – 3:51 (Johnny Mercer, Hoagy Carmichael)
10. Baby, Please Don't Go – 2:32 (Big Joe Williams)
11. Make Yourself Comfortable – 4:13 (Bob Merrill)
12. 'Deed I Do – 1:54 (Walter Hirsch, Fred Rose)
13. Love for Sale – 5:03 (Cole Porter)
14. Barefoot - Dirt Road – 3:19 (Mose Allison) – Bonus track - Previously Unissued, Alternate Version

## Musicisti
- Mose Allison - pianoforte, voce
- Addison Farmer - contrabbasso
- Jerry Segal - batteria

Note aggiuntive
- Teo Macero - produttore[4]
- Registrazioni effettuate tra il 21 dicembre 1959 e l'11 gennaio 1960 a New York[4]
- Teo Macero - note retrocopertina album[5]